# Урухский сельсовет
Уру́хский сельсове́т — упразднённое сельское поселение в составе Георгиевского района Ставропольского края Российской Федерации.

## География
Находится в юго-западной части Георгиевского района.

## История
1 июня 2017 года, в соответствии с Законом Ставропольского края от 2 марта 2017 года № 21-кз, городской округ город Георгиевск и все муниципальные образования Георгиевского муниципального района (Александрийский сельсовет, Балковский сельсовет, станица Георгиевская, село Краснокумское, Крутоярский сельсовет, станица Лысогорская, Незлобненский сельсовет, село Новозаведенное, посёлок Новый, село Обильное, станица Подгорная, Ульяновский сельсовет, Урухский сельсовет и Шаумяновский сельсовет) преобразованы, путём их объединения, в Георгиевский городской округ.

## Население
| 1989  | 2002  | 2010  | 2011  | 2012  | 2013  |
| ----- | ----- | ----- | ----- | ----- | ----- |
| 3746  | ↗4153 | ↘4035 | ↗4037 | ↗4071 | ↗4074 |
| 2014  | 2015  | 2016  | 2017  |       |       |
| ↘3931 | ↗3954 | ↗3966 | ↘3903 |       |       |

### Национальный состав
По итогам переписи населения 2010 года на территории поселения проживали следующие национальности (национальности менее 1 %, см. в сноске к строке «Другие»):
| Национальность | Численность | Процент |
| -------------- | ----------- | ------- |
| Русские        | 3650        | 90,46   |
| Цыгане         | 93          | 2,30    |
| Украинцы       | 49          | 1,21    |
| Другие         | 243         | 6,02    |
| Итого          | 4035        | 100,00  |

## Состав сельского поселения
До упразднения Урухского сельсовета в состав его территории входили 2 населённых пункта:
| № | Населённый пункт | Тип населённого пункта          | Население |
| - | ---------------- | ------------------------------- | --------- |
| 1 | Нижнезольский    | посёлок                         | ↗1100     |
| 2 | Урухская         | станица, административный центр | ↘2700     |

## Местное самоуправление
- Совет депутатов сельского поселения (состоит из 11 депутатов, избираемых на муниципальных выборах по одномандатным избирательным округам сроком на 5 лет)
- Администрация сельского поселения Урухский сельсовет

Председатели совета депутатов
- Калинченко Федор Витальевич

Главы администрации
- Калинченко Федор Витальевич, глава поселения[17]

## Инфраструктура
- Два дома культуры
- В границах территории сельсовета расположено открытое кладбище площадью 38 тыс. м²[18]

## Образование
- Детский сад № 20 «Ромашка»
- Детский сад № 25 «Росток»
- Средняя общеобразовательная школа № 18
- Средняя общеобразовательная школа № 19
- Детский дом (смешанный) № 7

## Памятники
- Братская могила советских воинов, погибших в борьбе с фашистами. 1942—1943, 1948 года[19]
- Памятник В. И. Ленину. 1965 год[20]